# Byssothecium circinans
Byssothecium circinans är en svampart som tillhör divisionen sporsäcksvampar, och som beskrevs av Karl Wilhelm Gottlieb Leopold Fuckel. Byssothecium circinans ingår i släktet Byssothecium, och familjen Teichosporaceae. Arten är reproducerande i Sverige.